# Kerry Conran
Kerry Conran (Flint (Michigan), 6 november 1964) is een Amerikaans filmregisseur. Kerry is de jongere broer van Kevin Conran, een productie- en kostuumdesigner en acteur in de filmwereld.
Conrans eerste film, Sky Captain and the World of Tomorrow, werd geheel opgenomen op chromakey, een techniek die hij zelf uitvond. Voor deze film schreef hij ook het draaiboek.

## Filmselectie
| Film                                  | Jaar | Rol       |
| ------------------------------------- | ---- | --------- |
| Sky Captain and the World of Tomorrow | 2004 | regisseur |
| The World of Tomorrow                 | 2005 | regisseur |
| Brave New World                       | 2005 | acteur    |

- Biblioteca Nacional de España: XX1730741
- Bibliothèque nationale de France: cb150547761 (data)
- Gemeinsame Normdatei: 14084547X
- International Standard Name Identifier: 0000 0001 0863 6220
- Library of Congress Control Number: no2005010019
- Nationale Bibliotheek van Tsjechië: jx20050419021
- Nederlandse Thesaurus van Auteursnamen: 273378694
- Virtual International Authority File: 2755889
- WorldCat: E39PBJbxF7RMRVpkHJBYvCm68C